# Польский всадник
«Польский всадник» (нидерл. De Poolse ruiter), другое название: «Лисовчик» (пол. Lisowczyk — Всадник конного корпуса Лисовского) — картина (116,8 x 134,9 см), написанная маслом на холсте, обычно датируемая 1650-ми годами, традиционно приписывается выдающемуся голландскому художнику Рембрандту. Изображает молодого всадника на фоне гористого пейзажа. В настоящее время находится в коллекции Фрика в Нью-Йорке.

## История картины
Картина была приобретена Михалом Казимежем Огинским, великим гетманом Литвы в 1791 году в Нидерландах и подарена королю Станиславу Августу Понятовскому в обмен на коллекцию апельсиновых деревьев стоимостью 420 гульденов. Она была добавлена в королевскую коллекцию дворца Лазенки и указана в инвентаре 1793 года как «Cosaque à cheval» (Казак на коне) и ценой в 180 дукатов.
В 1798 году, после смерти короля, картина перешла по наследству к князю Юзефу Понятовскому, а в 1813 году по наследству к его сестре Терезе Тышкевич. В 1814 году её купил Францишек Ксаверий Друцкий-Любецкий и вскоре продал картину за 500 дукатов епископу Вильнюса Иерониму Стройновскому, от которого её унаследовал Валериан Стройновский, проживавший во дворце в Горохове на Волыни. Опять же по наследству картина перешла к Валерии Стройновской-Тарновской, которая включила её в своё приданое, когда вышла замуж за Яна Феликса Тарновского из замка Дзиков. «Лисовчик» оставался там до 1910 года, когда граф Здзислав Тарновский (Zdzisław Tarnowski) решил продать картину через галерею «Carfax» в Лондоне и «Knoedler and Co» в Нью-Йорке. Картину приобрёл американский финансист и меценат Генри Клэй Фрик для своей галереи. Сделка, вызвавшая возмущение общественности в Польше, была осуществлена через Роджера Фрая, писателя, художника и художественного критика, который время от времени выступал в качестве покупателя картин. Цена, включая его комиссионные, составила 60 000 английских фунтов.

## Проблемы атрибуции
С того времени как картина была продана Генри Фрику как произведение Рембрандта, эта атрибуция постоянно оспаривается. Также ведутся споры о том, была ли картина задумана как портрет конкретного человека, живущего или исторического, и если да, то кого; или, если нет, то что она должна была изображать. Проблемы усиливают невысокое качество живописи, некоторая схематичность или незаконченность пейзажного фона.
В 1883 году Вильгельм фон Боде, выдающийся знаток, в «Истории голландской живописи» описал всадника как «польского магната в национальном костюме» и не сомневался, что автором картины является Рембрандт. В 1944 году американский исследователь творчества Рембрандта Юлиус Самуэль Хельд оспорил это утверждение и предположил, что костюм всадника венгерский. Ещё до того, как картина покинула Польшу, два польских эксперта по европейской живописи, Ян Болоз Антоневич и Ежи Мычельский, предположили в 1912 году, что, несмотря на польскую одежду, моделью для всадника мог быть сын художника Титус.
В начале двадцатого века Альфред фон Вюрцбах предположил, что автором мог быть ученик Рембрандта Арт де Гелдер, но его мнение в целом игнорировалось. На протяжении большей части двадцатого века существовало временное согласие, что картина действительно принадлежит Рембрандту. Однако в 1984 году Джошуа Брайн, член Исследовательского проекта Рембрандта (RRP), предположил, что в картине можно заметить некоторые черты творчества Виллема Дроста, другого ученика Рембрандта.
Хотя таинственное и несколько торжественное выражение на лице всадника указывает на Рембрандта, картина значительно отличается от других работ Рембрандта. В частности, Рембрандт редко работал над конными картинами, единственным другим известным конным портретом в творчестве Рембрандта является Портрет Фредерика Рихеля, 1663 (Национальная галерея, Лондон).
Учёные, которые сомневаются в авторстве Рембрандта, указывают, что выполнение картины неравномерно, и выступают за разные атрибуции для разных частей работы. Исследование 1998 года, опубликованное RRP, пришло к выводу, что в работе помимо Рембрандта участвовала рука другого художника. Рембрандт, возможно, начал картину в 1650-х годах, но оставил её незаконченной, и её мог завершить кто-то другой.

## Персонаж картины
В 1948 году В. Р. Валентинер выдвинул предположение, что всадник представляет собой воображаемый портрет мифического голландского национального героя Гисбрехта ван Амстела, чьи захватывающие приключения привели его в Польшу. Для подтверждения Валентинер сослался на пьесу Йоста ван ден Вондела, представляющую историю Гисбрехта, которая была популярна в 1657 году.
Также предлагались исторические персонажи, начиная от ветхозаветного Давида и заканчивая монгольским Тамерланом. Предлагался «солдат Христа», идеалистическое обобщённое изображение конного воина, рыцаря, странствующего защитника бедных или защищающего Восточную Европу от турок.
Картина интересна ассоциациями с темами «Возвращения блудного сына», прославленной Рембрандтом, «Пути жизни» и «Четырёх времён года». В данном произведении персонаж показан юным, преисполненным сил и гордыни, как бы отъезжающим из отчего дома, что на языке классических аллегорий означает «весну жизни» (праздное времяпрепровождение — лето, покаяние — осень, возвращение домой — зиму).
В своих иконологических исследованиях Ян Бялостоцкий сравнивал образ воина польского корпуса Лисовского с «Бамбергским всадником», а также с популярным героем — польским воином-теологом, известным под латинским именем «Eques Polonus» («Польский всадник»).